# Triathlon na Igrzyskach Panamerykańskich 2015
Triathlon na Igrzyskach Panamerykańskich 2015 odbywał się w dniach 11–12 lipca 2015 roku na Ontario Place West Channel w Toronto. Sześćdziesięciu dziewięciu zawodników obojga płci rywalizowało w dwóch konkurencjach. Zawody składały się z przepłynięcia 1500 metrów, przejechania rowerem 40 kilometrów i przebiegnięcia 10 kilometrów.

## Podsumowanie

### Klasyfikacja medalowa
| Klasyfikacja medalowa | Klasyfikacja medalowa | Klasyfikacja medalowa | Klasyfikacja medalowa | Klasyfikacja medalowa | Klasyfikacja medalowa |
| Miejsce               | państwo               | Złoto                 | Srebro                | Brąz                  | Razem                 |
| --------------------- | --------------------- | --------------------- | --------------------- | --------------------- | --------------------- |
| 1                     | Meksyk                | 1                     | 1                     | 1                     | 3                     |
| 2                     | Chile                 | 1                     | 0                     | 0                     | 1                     |
| 3                     | Stany Zjednoczone     | 0                     | 1                     | 0                     | 1                     |
| 4                     | Bermudy               | 0                     | 0                     | 1                     | 1                     |
| Razem                 | Razem                 | 2                     | 2                     | 2                     | 6                     |

### Medaliści
| Konkurencja | 1. miejsce        | 2. miejsce     | 3. miejsce   |
| ----------- | ----------------- | -------------- | ------------ |
| Mężczyźni   | Crisanto Grajales | Kevin McDowell | Irving Perez |
| Kobiety     | Barbara Riveros   | Paola Diaz     | Flora Duffy  |